# محمد بن هارون رویانی
ابوبکر محمد بن هارون رویانی رازی (حدود ۲۱۰ – ۳۰۷ هجری) محدث، فقیه و مسندنویس بود. نزد محمد بن بشار، محمد بن اسحاق صغانی، محمد بن مثنی بن دینار عنزی و عمرو بن علی فلاس آموخت؛ و از شاگردانش ابوبکر اسماعیلی، ابراهیم بن احمد قرمیسینی، جعفر بن عبدالله بن فناکی هستند. سیوطی درگذشت او را در زمان خلافت مقتدر عباسی می‌نویسد.